# Shugo Chara!
Shugo Chara! är en japansk mangaserie som senare även utvecklats till en animeserie. Mangan har getts ut sedan 2006; animen sändes i Japan mellan hösten 2007 och våren 2010.

## Handling
Hjältinnan i berättelsen, Amu Hinamori, är en student vid Seiyo Elementary. Vid första anblicken ser hennes klasskamrater henne som "cool och kryddig" och rykten går runt om hennes privatliv. Hennes riktiga personlighet är dock en mycket blyg tjej som har svårt att visa sin sanna personlighet. En natt önskar sig Amu modet att visa sitt "riktiga" jag, och nästa morgon hittar hon tre färgglada ägg i sin säng; ett rött, ett blått och ett grönt. Först är hon rädd, men sedan inser hon att hon verkligen måste ha velat förändras. Dessa ägg kläcks till tre Guardian Characters: Ran, Miki och Su. Dessa stöder Amu i att upptäcka vem hon verkligen är och hjälper till att uppfylla Amus drömmar. Amus liv blir mycket mer komplicerat när hon kämpar för att hantera sina "riktiga" jag och Seiyo Elementarys Royal Guardians, som rekryterar Amu som Jokern för att söka efter X-ägg, korrumperade former av människors drömmar, i barns hjärtan.
Samtidigt håller Easterbolaget på att utvinna människors ägg på jakt efter ett speciellt ägg kallat embryot. Embryot tros uppfylla vilken önskan som helst för den som har det. Processen skapar dock X-ägg. Dessa beskrivs som helvita ägg medan normala hjärtans ägg har ett gult hjärta och gula vingar på sig.
Senare i serien föds ett fjärde ägg (gult) från Amu innehållande Dia, som har ett X på grund av Amus delade känslor vid tiden ägget föddes. Hon ses bara ett par gånger i serien, tills ungefär halvvägs till slutet, där hon renas av X:et, och verkar sedan bara under verkliga kriser som Amus starkaste Guardian Character.